# Liquore Strega
Il Liquore Strega è un liquore a base di erbe prodotto dal 1860 dalla Strega Alberti di Benevento.
L'azienda faceva parte delle società fornitrici della Real Casa sabauda, come indicato sull'etichetta.

## Composizione
Composto da circa 70 erbe, fra cui la menta e il finocchio, lo Strega ha una gradazione alcolica del 40% ed è considerato un digestivo, da bere dopo i pasti. Il suo colore giallo è dovuto alla presenza di zafferano.

## Il nome
La denominazione Strega si ricollega alle leggende sulla stregoneria a Benevento. La preparazione dell'infuso nel 1860 da parte del suo ideatore, Giuseppe Alberti, evocava infatti le suggestioni di un filtro d'amore, basandosi su erbe e spezie della tradizione locale, oltre che sull'uso di alambicchi e botti di rovere.

## La ricetta

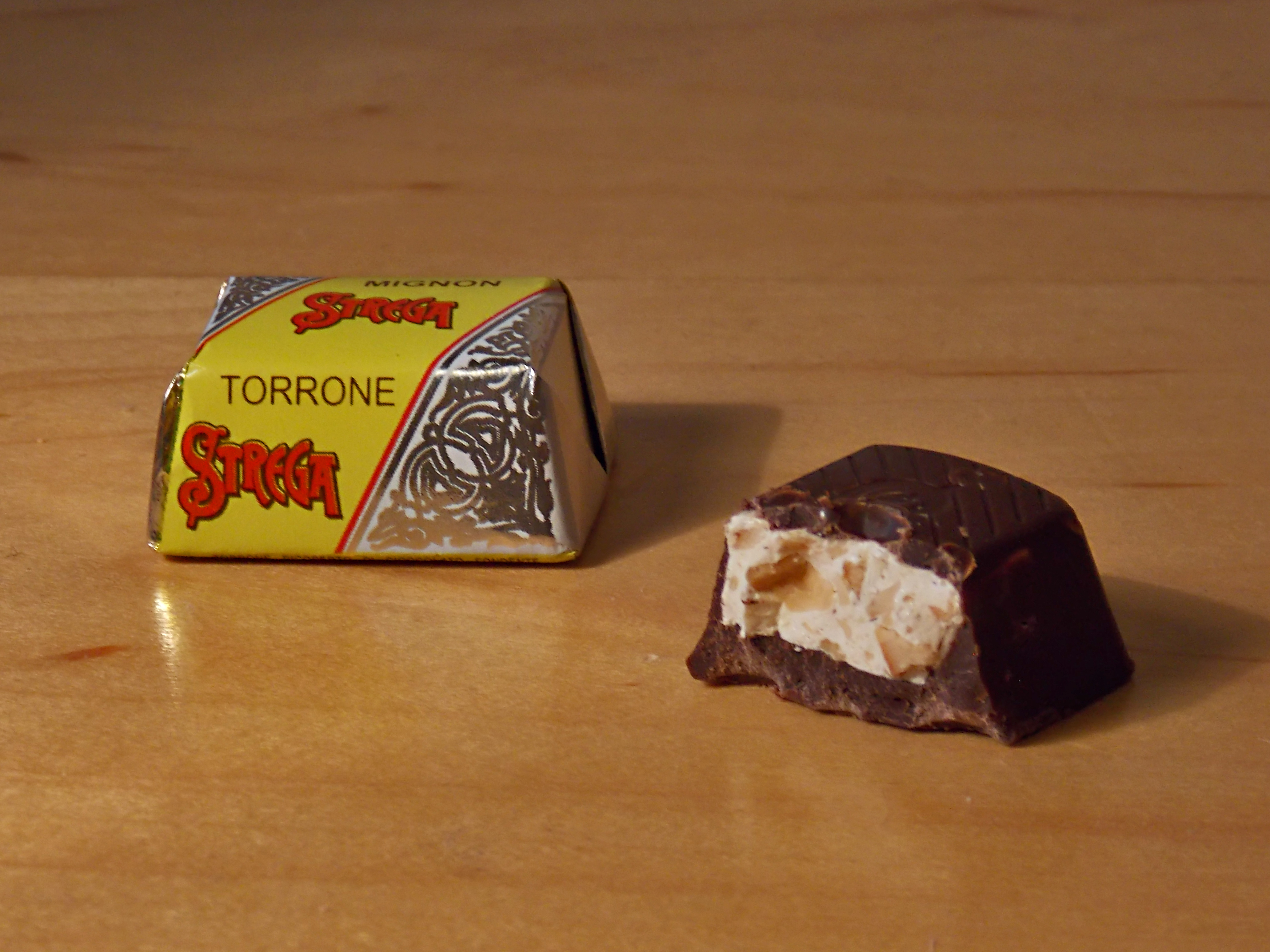
Un torroncino allo Strega, prodotto anch'esso dalla Alberti

Il processo produttivo inizia con la molitura di circa 70 tra erbe e spezie, caratterizzate da particolari proprietà aromatiche, selezionate ed importate da tutto il mondo. Tra esse possiamo citare: la cannella di Ceylon, il giaggiolo bianco, il ginepro dell'Appennino italiano, la menta del Sannio, che cresce spontaneamente lungo i fiumi della regione, e lo zafferano a cui, come già detto, il liquore deve il suo caratteristico colore giallo.
Il liquore Strega viene stagionato per un lungo periodo in tini di rovere, al fine di assimilare un’ampiezza espressiva ed eleganza del bouquet, quale espressione di tanti aromi differenti, originando un liquore ottenuto per distillazione della componente aromatica, dalla gradazione alcolica di 40% vol. È solo dopo questa fase che il liquore viene imbottigliato e distribuito in tutto il mondo.

## Sapore
Lo Strega è piuttosto dolce, semiviscoso, ed ha un gusto pronunciato e complesso, con forti note di camomilla, conifere, noce moscata e cannella.

## Il premio Strega
Il Premio Strega, il più prestigioso premio letterario italiano odierno, fu istituito nel 1947 da Guido Alberti, allora proprietario dell'azienda, insieme ai suoi amici: la scrittrice Maria Bellonci e suo marito Goffredo.

## Utilizzi in cucina
Il liquore Strega è utilizzato per insaporire molti dolci, come ad esempio gli struffoli.

## Nella cultura di massa

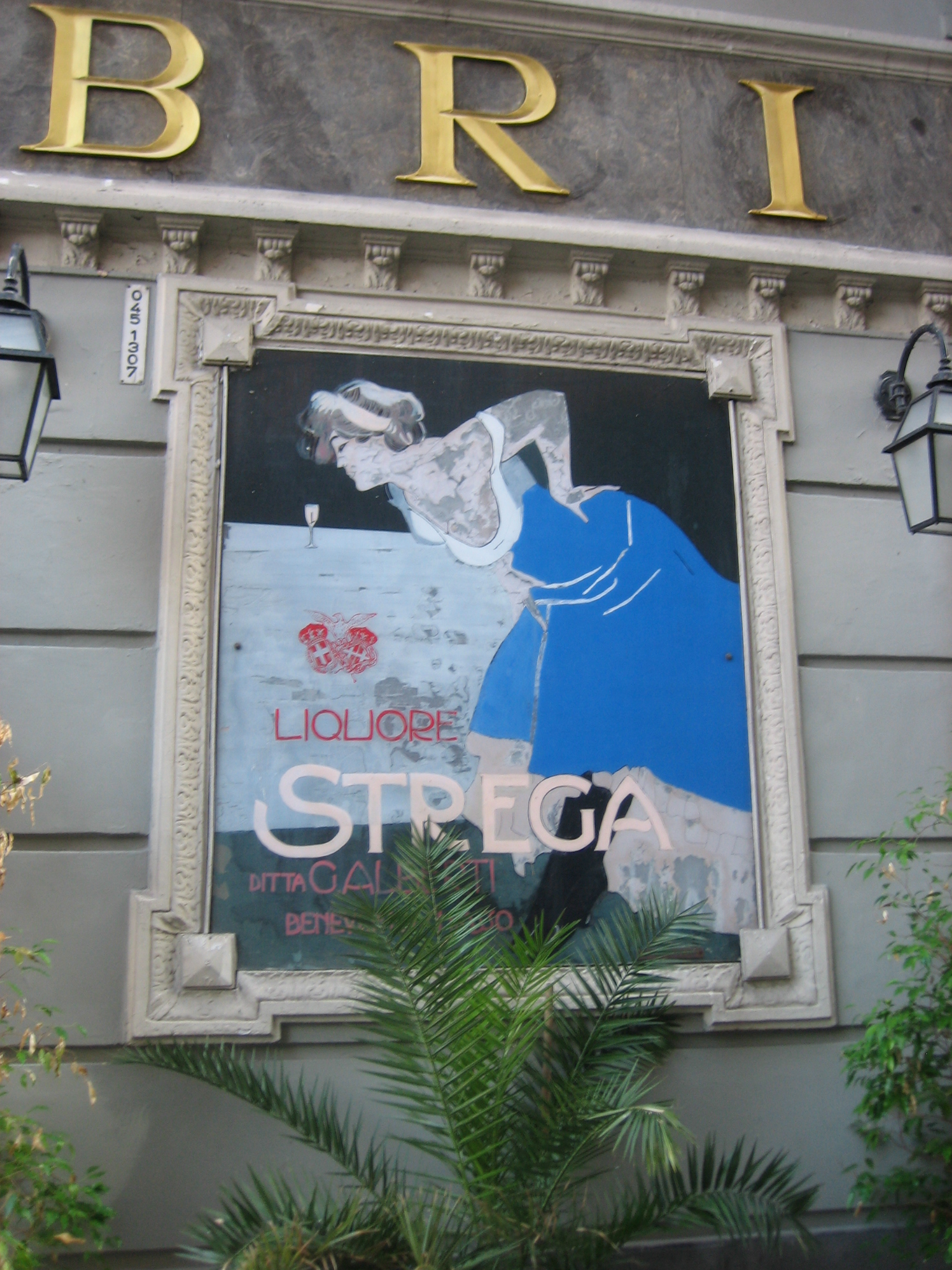
Pubblicità risalente alla Belle Époque davanti al Caffè Gambrinus a Napoli

- Nel film Kitty Foyle, ragazza innamorata del 1940 i protagonisti, interpretati da Ginger Rogers e Dennis Morgan, brindano al loro primo incontro in uno 'speakeasy' di New York con una bottiglia di Strega. L'uomo racconta alla donna la leggenda secondo cui se due innamorati bevono assieme del liquore Strega il loro amore non finirà mai.
- Nel film Made - Due imbroglioni a New York diretto da Jon Favreau e interpretato da Favreau e Vince Vaughn, il personaggio di Vaughn (Ricky) ordina uno Strega in un ristorante italiano, sentendosi rispondere da P. Diddy, il personaggio capo della banda (Ruiz): "Tu che prendi lo witch dopo mezzanotte? Non hai alcuna classe!". Il cameriere concorda con Ruiz nel dire che lo Strega è un aperitivo, ma si sbagliano entrambi.
- Nel film Pane e Tulipani  il personaggio di Fernando, interpretato da Bruno Ganz, consuma regolarmente il liquore (a volte eccedendo) e lo offre agli ospiti.
- Nella canzone Con una rosa di Vinicio Capossela, contenuta nell'album Canzoni a manovella, vi è un esplicito riferimento al famoso liquore: "Gialla come la febbre che mi consuma, come il liquore che strega le parole, come il veleno che stilla dal tuo seno, gialla non è la rosa che porto a te". Anche nel brano che dà il titolo all'album vi è un riferimento: "savoiardi nella congrega / inzuppati dentro la strega".
- In numerose occasioni, nel romanzo Il padrino di Mario Puzo, Don Vito Corleone e i suoi pari bevono Strega.
- Nel finale del film Indagine su un cittadino al di sopra di ogni sospetto alcuni funzionari di Polizia brindano con il liquore Strega.
- Nel film con Totò Il ratto delle Sabine il capocomico della compagnia Tromboni (interpretato da Totò) viene accolto, in casa del professor Molmenti (Campanini), dalla domestica che gli offre "Strega e biscottini".
- Lo Strega è citato nei due romanzi Missili in giardino (1956) e A ciascuno il suo fiammifero (1964) dello scrittore statunitense Max Shulman.
- Nel film con Eduardo De Filippo Cinque poveri in automobile (1952) lo stesso De Filippo entrando in un bar ordina un liquore costoso e gli viene servito lo Strega.
- Nel romanzo Fiesta di Ernest Hemingway, il protagonista Barnes paragona il sapore dell'Izarra, un liquore dei Paesi Baschi, a quello dello Strega.
- Nel romanzo Addio alle armi di Ernest Hemingway, il protagonista Frederic Henry, di ritorno da una licenza, beve lo Strega.
- Nel film Fantozzi in paradiso Paolo Villaggio (Fantozzi) tornando a casa dopo aver saputo di dover morire, per superare il brutto momento beve una bottiglia di liquore Strega.
- Nel libro "Il ladro che beveva rye" di Lawrence Block, il protagonista Bernie Rhodenbarr ed un'amica bevono due bicchieri di Strega, offerti loro a fine pasto, in una trattoria italiana a New York.

## Bottiglie speciali
- Per festeggiare gli scudetti vinti dal Napoli la Strega Alberti commercializzò una bottiglia commemorativa nel 1987 e una nel 1990.
- Per commemorare la promozione in Serie B del Benevento Calcio nel 2016, l'azienda commercializzò una bottiglia raffigurante la bandiera della squadra.